# Пачо, Вильян
Вилья́н Хоэ́ль Па́чо Тено́рио (исп. Willian Joel Pacho Tenorio; род. 16 октября 2001, Роса-Сарате, Эсмеральдас или Кининде, Эсмеральдас) — эквадорский футболист, защитник клуба «Пари Сен-Жермен» и сборной Эквадора. Участник чемпионата мира 2022 года. Первый эквадорец, выигравший Лигу чемпионов УЕФА (сезон 2024/2025).

## Клубная карьера
Пачо начал профессиональную карьеру в клубе «Индепендьенте дель Валье». 3 ноября 2019 года в матче против «Дельфин» он дебютировал в эквадорской Примере. В 2021 году Вильян помог клубу выиграть чемпионат. 
В 2022 году Пачо перешёл в бельгийский «Антверпен», подписав контракт на 5 лет. 24 апреля в матче против «Брюгге» он дебютировал в Жюпиле лиге. В 2023 году Пачо помог клубу завоевать Кубок Бельгии и выиграть чемпионат.
В январе 2023 года было достигнуто соглашение во время зимнего трансферного окна между «Антверпеном» и франкфуртским «Айнтрахтом», что игрок присоединится к ним в конце сезона. 30 марта 2023 года было официально объявлено, что Пачо подписал пятилетний контракт с немецким клубом. 13 августа в поединке Кубка Германии против лейпцигского «Локомотива» Вильян дебютировал за основной состав. 20 августа в матче против «Дармштадт 98» он дебютировал в немецкой Бундеслиге. В сезоне 2023–2024 игрок вышел на поле в 42 матчах во всех соревнованиях, став одним из лучших игроков «Айнтрахта» по количеству выигранных единоборств и выполненных передач.
9 августа 2024 года было объявлено, что Пачо официально подписал контракт французским «Пари Сен-Жермен» за 40 миллионов евро (еще 5 миллионов могут быть выплачены в виде бонусов) по пятилетнему контракту. Он стал первым эквадорским игроком в истории клуба. 16 августа в матче против «Гавра» он дебютировал в Лиге 1. 31 мая 2025 года был основным игроком в победном матче в финале Лиги чемпионов против миланского «Интера». Пачо стал первым эквадорцем, выигравшим Лигу Чемпионов, и четвертым, выигравшим турнир УЕФА, после Антонио Валенсии, Первиса Эступиньяна и Моисеса Кайседо. Летом того же года игрок принял участие в клубном чемпионате мира в США. 

## Международная карьера
В 2022 году Пачо принял участие в чемпионате мира в Катаре. На турнире он был запасным и на поле не вышел. 28 марта 2023 года в товарищеском матче против сборной Австралии он дебютировал за сборную Эквадора. В этом же поединке Вильян забил свой первый гол за национальную команду.
В 2024 году Пачо принял участие в Кубке Америки в США. На турнире он сыграл в матчах против Венесуэлы, Ямайки, Мексики и Аргентины.

### Голы за сборную Эквадора
| #  | Дата          | Место                         | Противник  | Счёт | Результат | Соревнование      |
| -- | ------------- | ----------------------------- | ---------- | ---- | --------- | ----------------- |
| 01 | 28 марта 2023 | Доклендс, Мельбурн, Австралия | Австралия  | 1:2  | 1:2       | Товарищеский матч |
| 02 | 20 июня 2023  | Субару Парк, Честер, США      | Коста-Рика | 0:2  | 0:2       | Товарищеский матч |

## Личная жизнь
Пачо посвятил победу в Лиге чемпионов умершей матери. Мать игрока скончалась 2 ноября 2019 года. В тот же день он дебютировал на профессиональном уровне за «Индепендьенте дель Валье» в чемпионате Эквадора
«Этот титул для нее. Это особенное чувство, мама всегда мне очень помогает. Вся моя сила – благодаря ей и моей семье, которая всегда рядом».

## Достижения
«Индепендьенте дель Валье»
- Чемпион Эквадора: 2021

«Антверпен»
- Чемпион Бельгии: 2022/23
- Обладатель Кубка Бельгии: 2022/23

«Пари Сен-Жермен»
- Чемпион Франции: 2024/25
- Обладатель Кубка Франции: 2024/25
- Обладатель Суперкубка Франции: 2024
- Победитель Лиги чемпионов УЕФА: 2024/25
- Обладатель Суперкубка УЕФА: 2025